# Brividi
"Brividi "( phát âm tiếng Ý: [ˈbriːvidi] ; dịch "Ớn lạnh" ) là một bài hát của hai ca sĩ người Ý Mahmood và Blanco, bài hát được phát hành bởi Island Records và Universal Music vào ngày 2 tháng 2 năm 2022. Đây là bài hát đã chiến thắng tại Liên hoan Âm nhạc Sanremo 2022 và là bài hát đại diện của nước Ý để tham dự vòng chung kết tại Eurovision Song Contest 2022. Đây cũng là bài hát đã phá kỷ lục về số lượt stream nhiều nhất trong một ngày trên Spotify của Ý.

## Video âm nhạc
Video âm nhạc cho Brividi do Attilio Cusani đạo diễn, được quay ở Amsterdam và trong phòng hòa nhạc Musis ở Arnhem. Bài hát được phát hành vào ngày 2 tháng 2 năm 2022 qua kênh YouTube của Mahmood. Tính đến  tháng 5 năm 2022, video âm nhạc trên YouTube có hơn 58 triệu lượt xem.

## Tại Eurovision Song Contest 2022
"Brividi" được Island Records và Universal Music phát hành vào ngày 2 tháng 2 năm 2022 và được trình diễn bởi Mahmood và Blanco tại Liên hoan Âm nhạc Sanremo 2022 - liên hoan âm nhạc lần thứ 72 hàng năm tại Ý. Tại Eurovision Song Contest 2022 diễn ra tại Turin, "Brividi" đã lọt vào vòng chung kết và giành vị trí thứ 6 với số điểm 268.
Ý đã được lọt vào vòng chung kết của cuộc thi, bao gồm hai trận bán kết với tư cách là nước chủ nhà cuộc thi. Trong trận chung kết cuộc thi được tổ chức vào ngày 14 tháng 5 năm 2022, "Brividi" đã được xếp ở vị trí thứ 9 trên tổng số 25 bài hát dự thi theo kết quả cuộc bốc thăm những bài hát nào sẽ trình diễn trước. Chung cuộc, bài hát xếp thứ 6 với 268 điểm.

## Thông tin bài hát
- Michelangelo - nhà sản xuất, soạn nhạc.[9]
- Mahmood - hát nền, ca sĩ, người giữ bản quyền bài hát.[9]
- Blanco - hát nền, ca sĩ, người giữ bản quyền bài hát.[9]

## Xếp hạng
| Chart (2022)                           | Peak position |
| -------------------------------------- | ------------- |
| Croatia (HRT)                          | 21            |
| Châu Âu Digital Song Sales (Billboard) | 1             |
| Thế giới Global 200 (Billboard)        | 15            |
| Hi Lạp (IFPI)                          | 28            |
| Iceland (Plötutíðindi)                 | 21            |
| Israel (Media Forest)                  | 4             |
| Italia (FIMI)                          | 1             |
| Litva (AGATA)                          | 3             |
| Luxembourg Songs (Billboard)           | 11            |
| Hà Lan (Single Tip)                    | 2             |
| Bảng xếp hạng không hợp lệ Bồ Đào Nha  | 170           |
| Tây Ban Nha (PROMUSICAE)               | 95            |
| Thụy Điển (Sverigetopplistan)          | 59            |
| Thụy Sĩ (Schweizer Hitparade)          | 1             |
| Anh Quốc Download (OCC)                | 65            |